# 托泰什蒂鄉

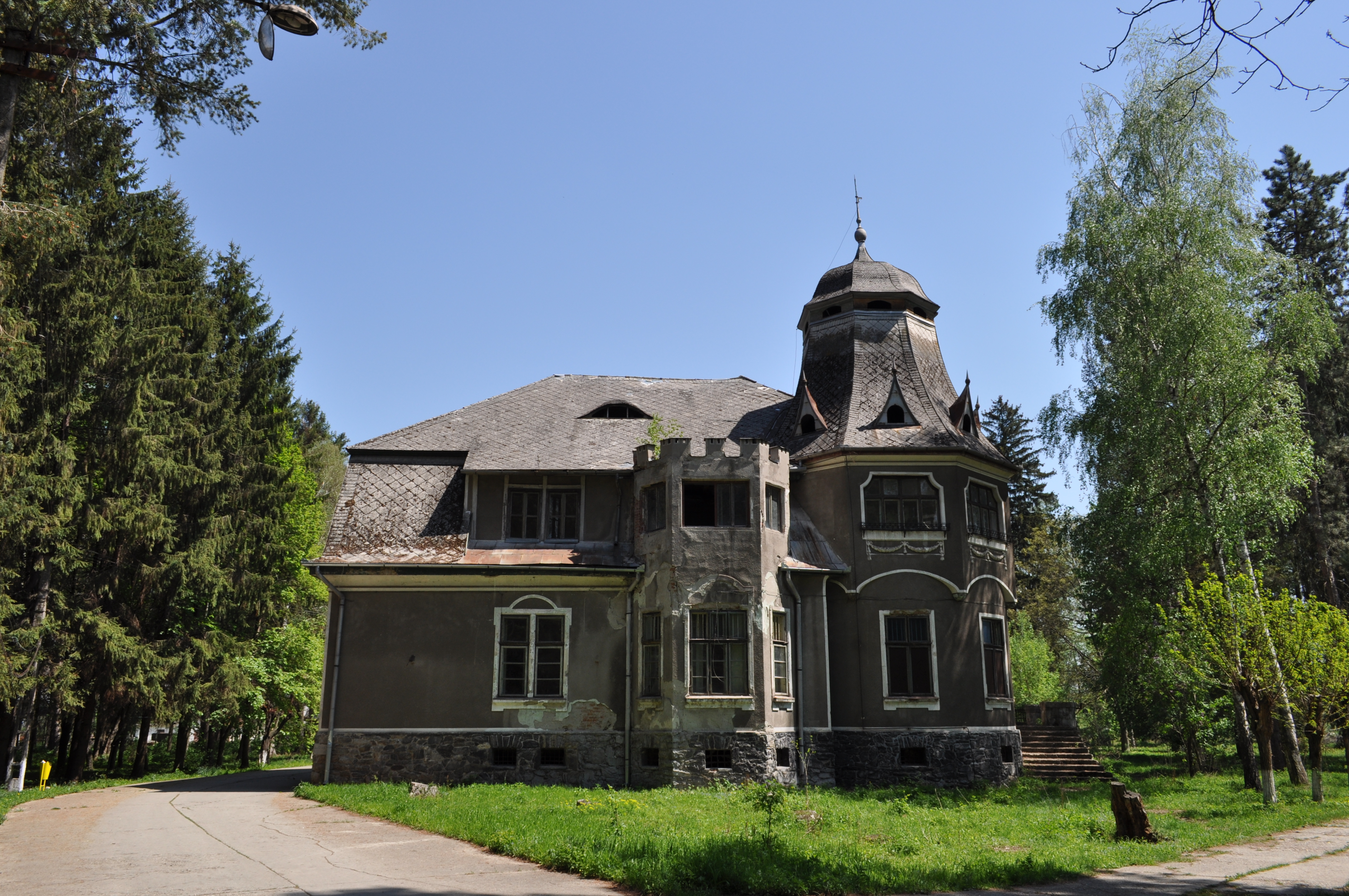

45°34′00″N 22°53′00″E / 45.5667°N 22.8833°E
托泰什蒂鄉（羅馬尼亞語：Comuna Totești, Hunedoara），是羅馬尼亞的鄉份，位於該國西部，由胡內多阿拉縣負責管轄，面積22平方公里，海拔高度368米，2007年人口1,932，人口密度每平方公里88人。